# District de Sarkand
Le district de Sarkand (en kazakh : Сарқан ауданы) est une subdivision administrative située dans l'oblys de Jetyssou au Kazakhstan. Le chef-lieu est Sarkand.

## Géographie
Le district s'étend sur 24 400 km2 du lac Balkhach au nord-ouest à la frontière chinoise au sud-est.

## Histoire
Le district faisait partie de l'oblys d'Almaty avant le 8 juin 2022, date à laquelle l'oblys de Jetyssou a été créé.

## Démographie
La population s'élevait à 40 683 habitants en 2013.